# IC 991
IC 991 је спирална галаксија у сазвјежђу Дјевица која се налази на листи објеката дубоког неба у Индекс каталогу.
Деклинација објекта је - 13° 52' 23" а ректасцензија 14h 17m 48,6s. Привидна величина (магнитуда) објекта IC 991 износи 13,1 а фотографска магнитуда 13,8. IC 991 је још познат и под ознакама MCG -2-36-19, IRAS 14151-1338, PGC 51059.